# Kawa i napoje na bazie kawy

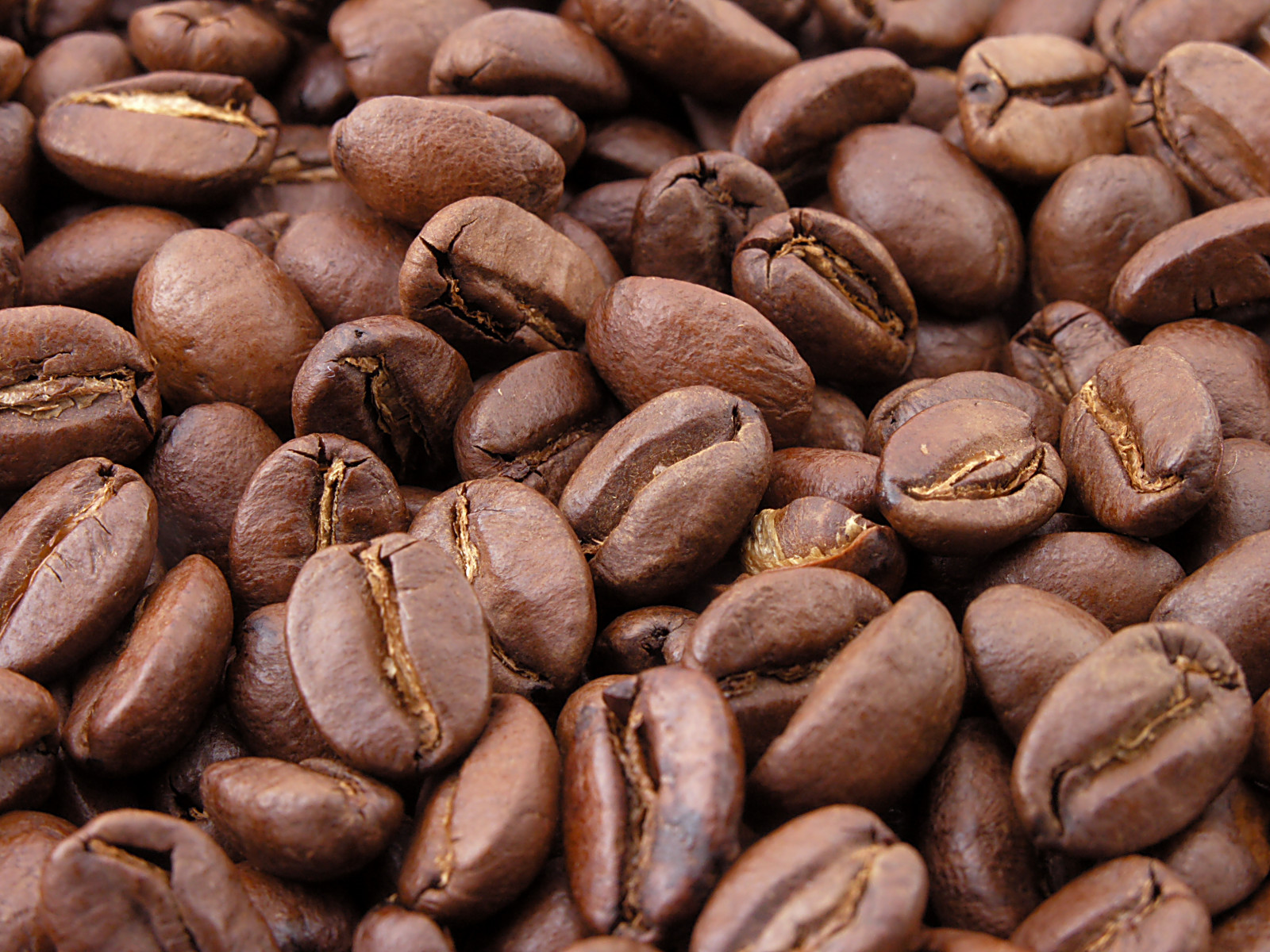
Ziarna kawy

Napoje kawowe robione z użyciem gorącej wody, czasami zimnej, oraz kawy (mielonych ziaren, niekiedy kawy instant). Parzenie kawy może odbywać się w powolnym procesie jak filtrowanie, za pomocą French press, moki (kawiarki) czy perkolatora lub szybko w ekspresie ciśnieniowym. Kawy z ekspresu nazywa się “espresso”, pozostałe nazywa się "kawami parzonymi". Większość napojów kawowych opartych jest na kawie parzonej lub espresso. Część napojów jest z dodatkiem mleka lub śmietanki, część z dodatkiem spienionego mleka lub mleka roślinnego, a także dodatkiem gorącej wody. Innymi dodatkami mogą być substancje zapachowe lub smakowe (syropy), likiery alkoholowe, a nawet herbata. Jest bardzo wiele rodzajów napojów na bazie espresso lub kawy parzonej.

## Kawa ze względu na sposób zaparzania

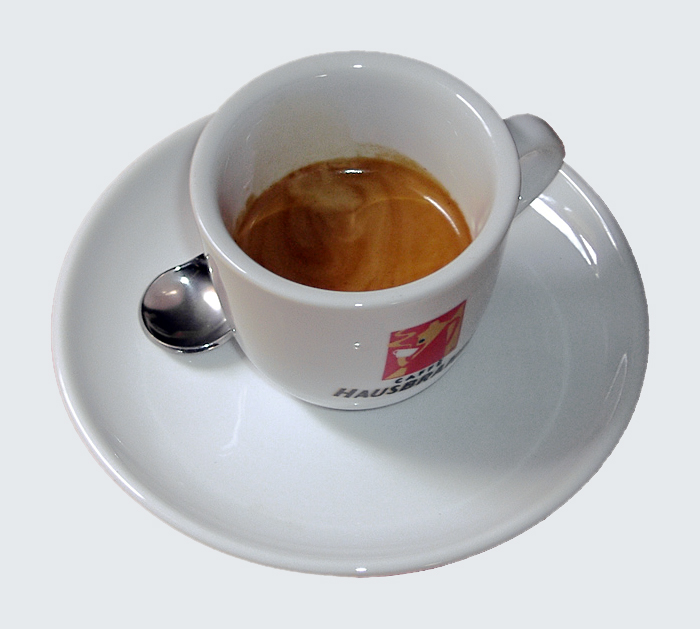
Espresso

Sposób zaparzania kawy warunkuje jednocześnie rodzaj naparu kawy.

### Espresso[6]
Do zaparzania stosuje ekspresy zapewniające powolny przepływ gorącej (90,5-96 °C) wody pod ciśnieniem. Espresso stanowi wyjściową składową dla reszty napojów (jak latte macchiato, flat white, cappucino, mocha, caffe latte, espresso macchiato, americano).

### Napary przelewowe[9]
Nie stosuje się zwiększonego ciśnienia podczas przygotowywania tej kawy:
- kawa filtrowana (filtr metalowy, papierowy lub inny)[2]
- kawa filtrowana na bazie french press (ang. praska francuska)
- cold brew lub cold water extraction (ang. zimny napar) – napar uzyskano przez powolną (12-24 godziny) ekstrakcję zimną wodą
- flash brew (ang. szybki napar) – napar filtrowany, w którym używa się niewielkiej ilości gorącej wody do zaparzenia; przefiltrowany napar kapie wprost na lód schładzając go i rozcieńczając

### Kawy gotowane

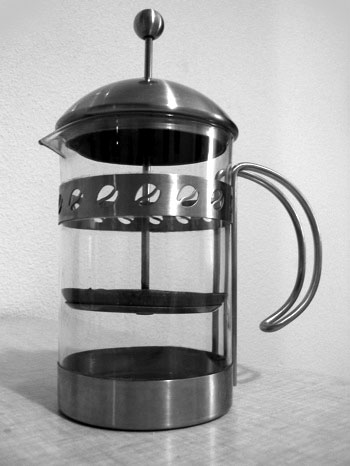
French press

### Kawy gotowane[10]
- kawa zaparzana w perkolatorze[5]
- kawa po turecku[11]

### Kawa z makinetki[4]
Makinetka, zwana kawiarką lub moką, to ciśnieniowe urządzenie do zaparzania kawy, które składa się z trzech części. W dolnej znajduje się woda, na górze zbiornik na zaparzoną kawę, a pomiędzy zbiornik (lejek) na zmieloną kawę. Nad pojemnikiem na kawę znajduje się filtr, zamontowany w zbiorniku na napar. Podgrzewana woda w dolnym zbiorniku osiągając odpowiednią temperaturę i ciśnienie przesącza się przez lejek z kawą do zbiornika. Podobnie zaparza się kawę próżniową, ale woda i gotowy napar są w dolnym zbiorniku.

### Kawa próżniowa[13]
Urządzenie do zaparzenia kawy składa się z dwóch części, jedna nad drugą. W dolnej części umieszcza się wodę, które pod wpływem ogrzewania przelewa się do górnej, gdzie znajduje się zmielona kawa. Powstaje napar, który następnie, gdy w dolnym naczyniu nie ma już wypychającego ciśnienia, pod wpływem grawitacji wraca do dolnego naczynia. Podobny sposób zaparzania jest w makinetce, ale tam napar zbiera się w górnym zbiorniku, a kawa jest w lejku pomiędzy dwoma pozostałymi częściami.

### Kawa typu instant (rozpuszczalna)[14]
Kawa rozpuszczalna to liofilizowany ekstrakt z kawy, przeznaczony do rozpuszczania w wodzie.

## Napoje na bazie kawy

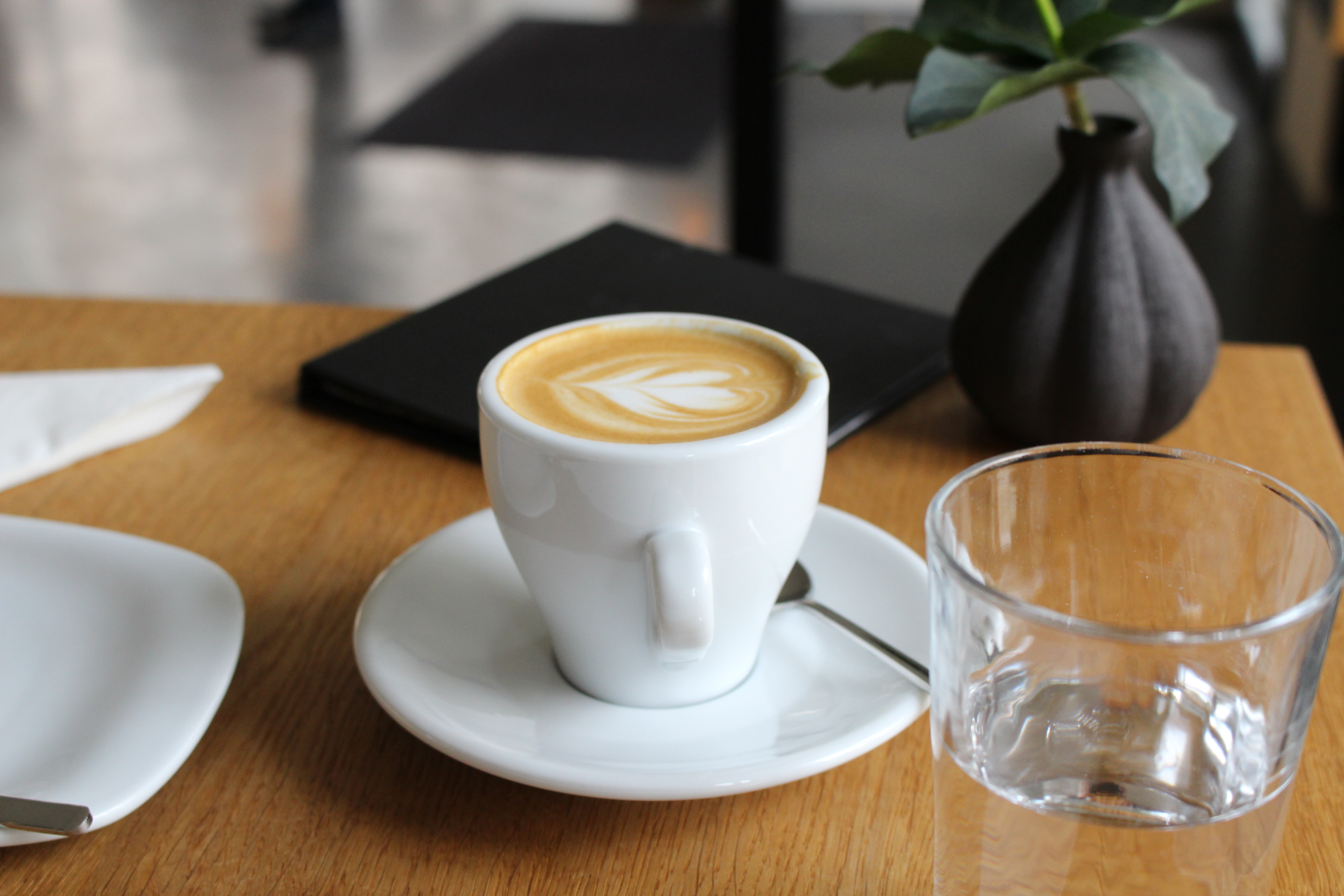
Cappucino

Napar z kawy, uzyskano za pomocą metod opisanych powyżej, mogą zostać wykorzystane w tworzeniu napojów kawowych, deserów i innych wariacji.

### Napoje z espresso
- latte macchiato
- flat white
- cappucino
- mocha
- caffe latte
- espresso macchiato
- americano
- cortado

### Kawy z dodatkami
Wariacje z różnymi dodatkami (np. alkohol, herbata, mleko, mleko kondensowane, przyprawami), które zmieniają podstawowy smak kawy.

### Kawy mrożone

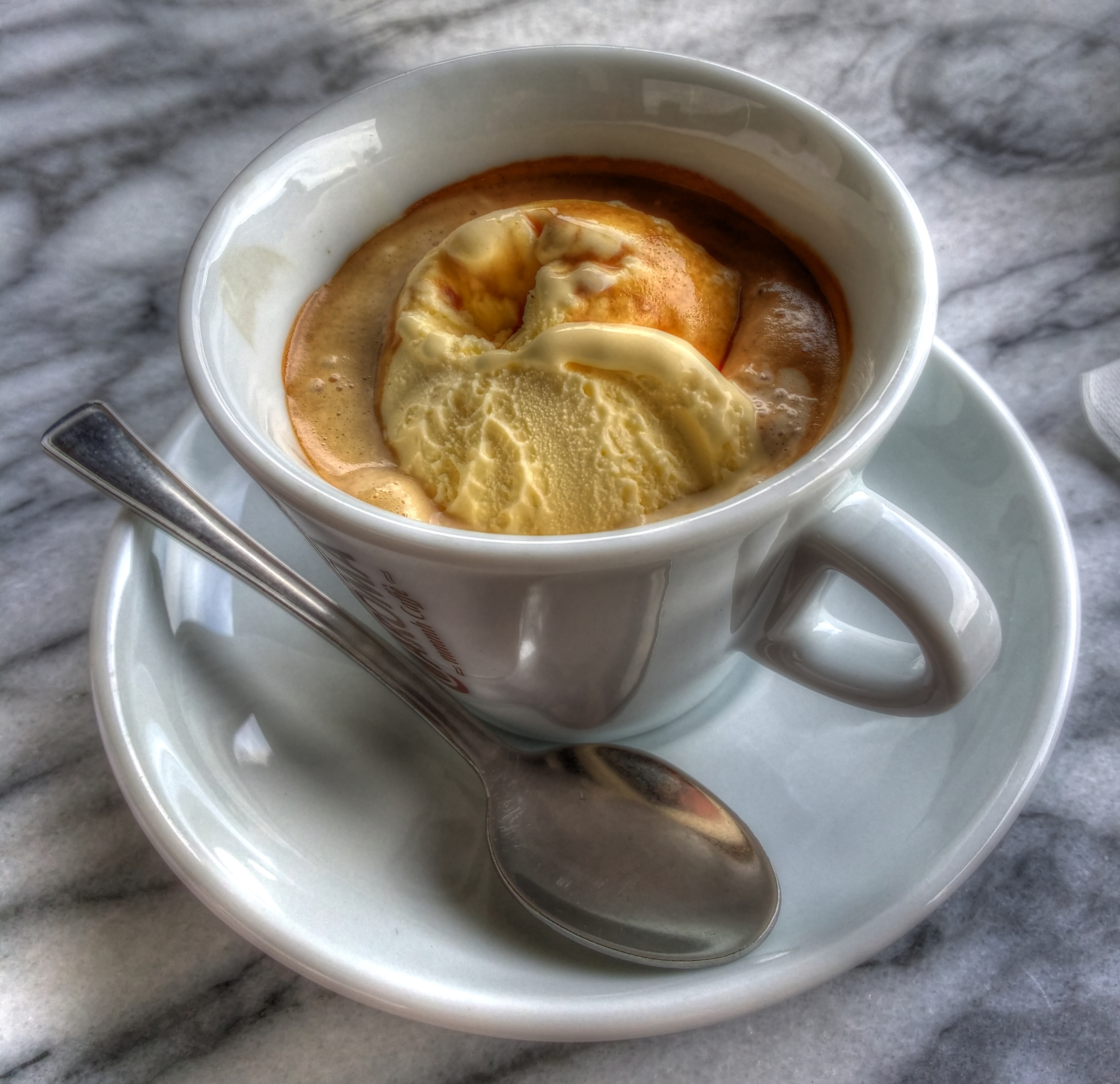
Affogato

### Kawy mrożone[16]
- frappé
- freddo espresso
- freddo cappuccino
- mazagran
- palazzo
- ice shot
- shakerato

### Pozostałe
- affogato[17]
- babyccino
- caffè Medici
- café Touba
- kawa puszkowana
- coffee milk - napój kawowy na bazie mleka i ekstraktu z kawy, porównywalny w formie do napoju na bazie kakao, gdzie kawa, w pewnym przybliżeniu, może być odpowiednikiem napoju typu czekolada
- double-double
- indyjska kawa filtrowana (kappi)
- pocillo